# Scotopteryx tenebrata
Scotopteryx tenebrata är en fjärilsart som beskrevs av Jacob Hübner 1825. Scotopteryx tenebrata ingår i släktet backmätare, och familjen mätare. Inga underarter finns listade.